# 诃子 (服装)

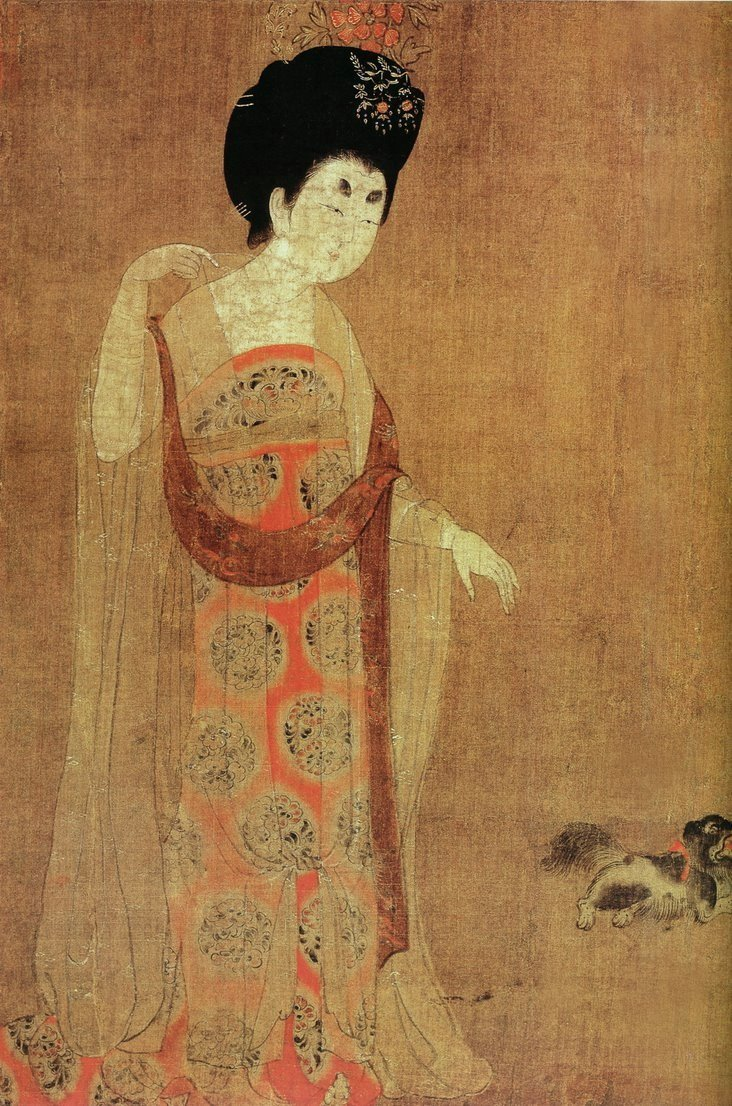
《簪花仕女图》中穿訶子的女性

诃子为漢服内衣之一，流行于中国的五代十國时期。
相传为杨玉环发明。《事物纪源》中载：“贵妃私安禄山，指爪伤胸乳之间，遂作诃子饰之。”
按照现存的五代绘画，如《簪花仕女图》及王處直墓壁畫，诃子应为无带的胸衣。